# Ифни
И́фни (исп. Ifni, араб. إفني‎) — бывшая испанская провинция, анклав на атлантическом побережье современного Марокко, входившая в Испанское Марокко. Передана Марокко в 1969 году. Административный центр — город Сиди-Ифни. На момент передачи Марокко имела территорию 1502 км² с населением 51 517 (1964 г.). Основу экономики составляло рыболовство.

## История
В 1476 году основано испанское поселение Санта-Крус-де-ла-Мар-Пекенья, служившее перевалочным пунктом для работорговли. Рабов переправляли на сахарные плантации Канарских островов. В 1524 году под натиском войск Саадидов испанцы покинули данную территорию.
Испания воспользовалась существованием крепости Санта-Крус-де-ла-Мар-Пекенья  в качестве аргумента в середине XIX века, во время соперничества с Францией за Магриб, хотя точное месторасположение данной крепости к тому времени достоверно известно не было. После короткой войны Марокко, в соответствии с Тетуанским договором, уступило суверенитет над Ифни Испании 26 апреля 1860 года. В 1912 году по Фесскому договору с Францией и султаном Марокко была подтверждена принадлежность Ифни Испании. Тем не менее, долгое время Испания формально управляла территорией. Лишь в 1934 году в Сиди-Ифни поселился испанский генерал-губернатор.
Во время диктаторского правления Франко в 1958 году колония Ифни была переименована в провинцию, для того, чтобы избежать критики со стороны ООН за отказ провести деколонизацию.
С момента получения независимости в 1956 году, Марокко постоянно претендовало на территорию Ифни. В августе 1957 года оно объявило франко-испанский договор 1912 года недействительным. В конце 1957 года начались регулярные пограничные инциденты, организованные марокканской националистической партией Истикляль и молчаливо поддерживаемые королём. Испанская армия ушла с большей части провинции и соорудила оборонительную линию вокруг столицы Сиди-Ифни. Марокко заняло территорию, с которой ушла армия. Испано-марокканский конфликт часто называется «забытой войной». Хотя война никогда официально не была объявлена, 1 апреля 1958 года Испания и Марокко подписали соглашение при Ангра-Синтре, согласно которому сектор Тарфая (Мыс Хуби) отходила Марокко. Территория, де-факто захваченная Марокко в Ифни, не была возвращена Испании, так что после 1957 года Испания фактически контролировала лишь город Сиди-Ифни.
Резолюции ООН 1960 и 1965 годов, требовавшие деколонизации Ифни и Западной Сахары, вынудили Испанию пойти на дальнейшие переговоры с Марокко. 4 января 1969 года Ифни была передана Марокко.

## Генерал-губернаторы Ифни
Список генерал-губернаторов провинции Ифни:
- 1958—1961 — Мариано Гомес Самальоа-и-Кирсе.
- 1961—1964 — Хоакин Агулья Хименес Коронадо.
- 1964—1969 — Адольфо Артелехо Кампос.

## Филателия
Испания начала выпуск почтовых марок для Ифни в 1941 году. Вначале на испанские марки ставилась надпечатка «TERRITORIO DE IFNI». Марки самостоятельного дизайна появились в 1943 году. Выходило в среднем около 10 новых марок в год, последний выпуск датируется 23 ноября 1968 года.
Большая часть марок доступна для коллекционеров, но очень часто они не погашены. Это вызывает подозрение, что истинной целью выпуска марок был доход с их продажи филателистам, а не использование для оплаты потока почтовой корреспонденции местного населения.